# Podział administracyjny Kamerunu
Kamerun dzieli się na:

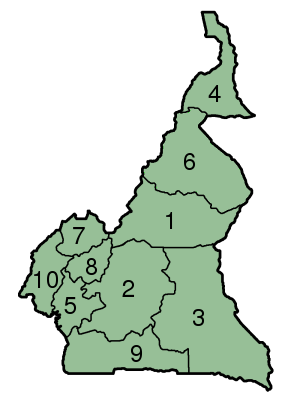
Regiony Kamerunu

- 10 regionów (każdy na czele z gubernatorem mianowanym przez prezydenta)

1. Adamawa
2. Centralny
3. Wschodni
4. Dalekiej Północy
5. Nadmorski
6. Północny
7. Północno-Zachodni
8. Zachodni
9. Południowy
10. Południowo-Zachodni

- i 58 departamentów (każdy z prefektem na czele)

## Historia
Od momentu powstania państwa w 1960 r. aż do zmiany konstytucji w 1972 Kamerun dzielił się na dwadzieścia pięć regionów. Na tę liczbę składały się cztery regiony byłego południowego Kamerunu Brytyjskiego i dwadzieścia jeden regionów byłego Kamerunu Francuskiego.
| Nazwa regionu            | Obszar w tys. km²              | Ludność w tys. | Gęstość zaludnienia w mk/km² | Stolica     |
| ------------------------ | ------------------------------ | -------------- | ---------------------------- | ----------- |
| Region Adamawa           | 67,0                           | 184,3          | 2,7                          | Ngaoundéré  |
| Region Bamileke          | 7,0                            | 476,9          | 66,8                         | Dschang     |
| Region Bamun             | 7,3                            | 98,4           | 13,6                         | Foumban     |
| Region Benue             | 60,9                           | 271,9          | 4,4                          | Garoua      |
| Region Bumba-Ngoko       | 44,0                           | 27,5           | 0,6                          | Yokadouma   |
| Region Diamare           | 14,2 – łącznie z Mayo Danay    | 291,4          | –                            | Maroua      |
| Region Dja i Lobo        | 19,5                           | 69,2           | 1,7                          | Sangmélima  |
| Region Górny Niong       | 39,1                           | 79,6           | 2,0                          | Abong-Mbang |
| Region Kribi             | 12,4                           | 51,8           | 4,2                          | Kribi       |
| Region Logone i Szari    | 8,6                            | 71,4           | 7,1                          | Kousséri    |
| Region Lom i Kadei       | 51,0                           | 106,0          | 2,0                          | Batouri     |
| Region Mayo Danay        | –                              | 142,1          | –                            | Yagoua      |
| Region Margi-Wandala     | 7,2                            | 271,3          | 37,7                         | Mokolo      |
| Region Mbam              | 32,5                           | 105,1          | 3,2                          | Bafia       |
| Region Mungo             | 4,5                            | 103,4          | 23,0                         | Nkongsamba  |
| Region Niong i Kelle     | –                              | 40,3           | –                            | Eséka       |
| Region Niong i Sanaga    | 28,3                           | 453,5          | 16,0                         | Jaunde      |
| Region Nkam              | 5,8                            | 40,9           | 7,0                          | Yabassi     |
| Region Ntem              | 15,7                           | 95,7           | 6,1                          | Ebolowa     |
| Region Sanaga Nadbrzeżna | 14,7 – łącznie z Niong i Kelle | 124,0          | –                            | Edéa        |
| Region Wuri              | 1,2                            | 118,9          | 99,1                         | Douala      |
Powyższa tabela uwzględnia jedynie regiony dawnego Kamerunu Francuskiego według danych aktualnych w 1963 r. Łączne dane dotyczące czterech pozostałych regionów według danych na 1958 r. przedstawiają się następująco:
- Obszar: 42,9 tys. km²
- Ludność: 826,0 tys.
- Gęstość zaludnienia: 16,9 os./km²